# Liberbank
Liberbank és la marca comercial del grup bancari a través de la qual es fa efectiu el Sistema Institucional de Protecció (SIP) del que formen part Cajastur (incloent CCM), Caja de Extremadura i Caja Cantabria. A finals de 2020 Unicaja va anunciar l'absorció de Liberbank, donant lloc al cinquè banc més gran a Espanya per volum d'actius.